# Palaiargia melidora
Palaiargia melidora là một loài chuồn chuồn kim trong họ Coenagrionidae.
Palaiargia melidora được Lieftinck miêu tả khoa học năm 1953.